# Andreas Zülow
Andreas Zülow (Ludwigslust, 1965. október 23. –) olimpiai bajnok német ökölvívó.

## Eredményei
- 1986-ban bronzérmes a világbajnokságon pehelysúlyban.
- 1988-ban olimpiai bajnok könnyűsúlyban, edzője Fritz Sdunek.
- 1989-ben ezüstérmes a világbajnokságon könnyűsúlyban.
- 1991-ben  ezüstérmes az Európa-bajnokságon kisváltósúlyban.
- ötször nyerte meg Kelet-Németország bajnokságát (1985-1989) és az újraegyesítés után még egyszer a német bajnoki címet (1993).